# Вільгельм Нагель
У Вікіпедії є статті про інших людей з прізвищем Нагель.
Вільгельм Нагель (нім. Wilhelm Nagel; 23 лютого 1902, Нюрнберг — 20 березня 1960, Бад-Гарцбург) — державний діяч Третього Рейху, генеральний уповноважений штабу озброєнь із питань транспортування, керівник транспортної групи НСКК. Кавалер Лицарського хреста Хрест Воєнних заслуг з мечами (6 листопада 1944).